# Santantonà del Forcall

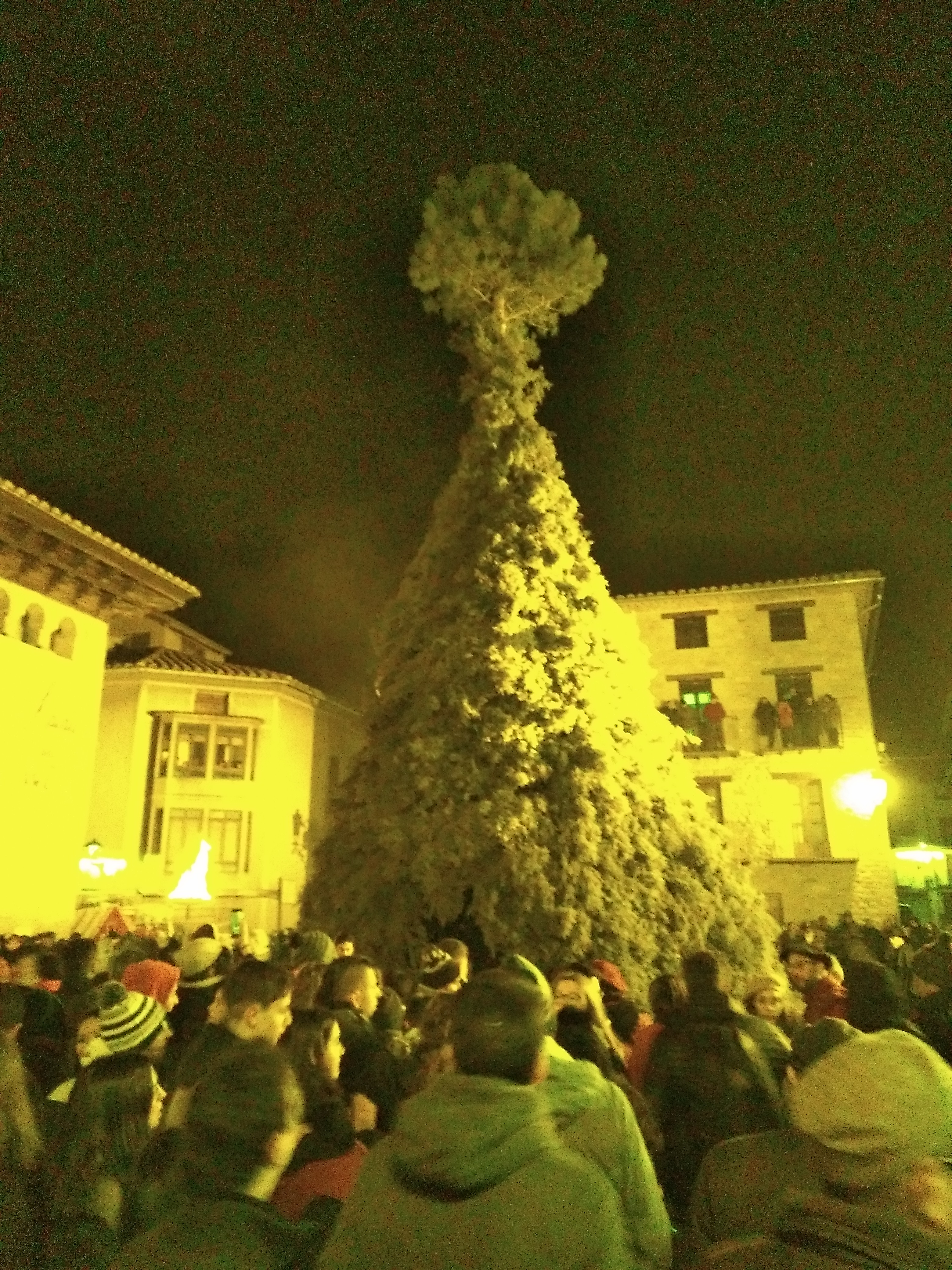
La barraca abans de ser cremada.

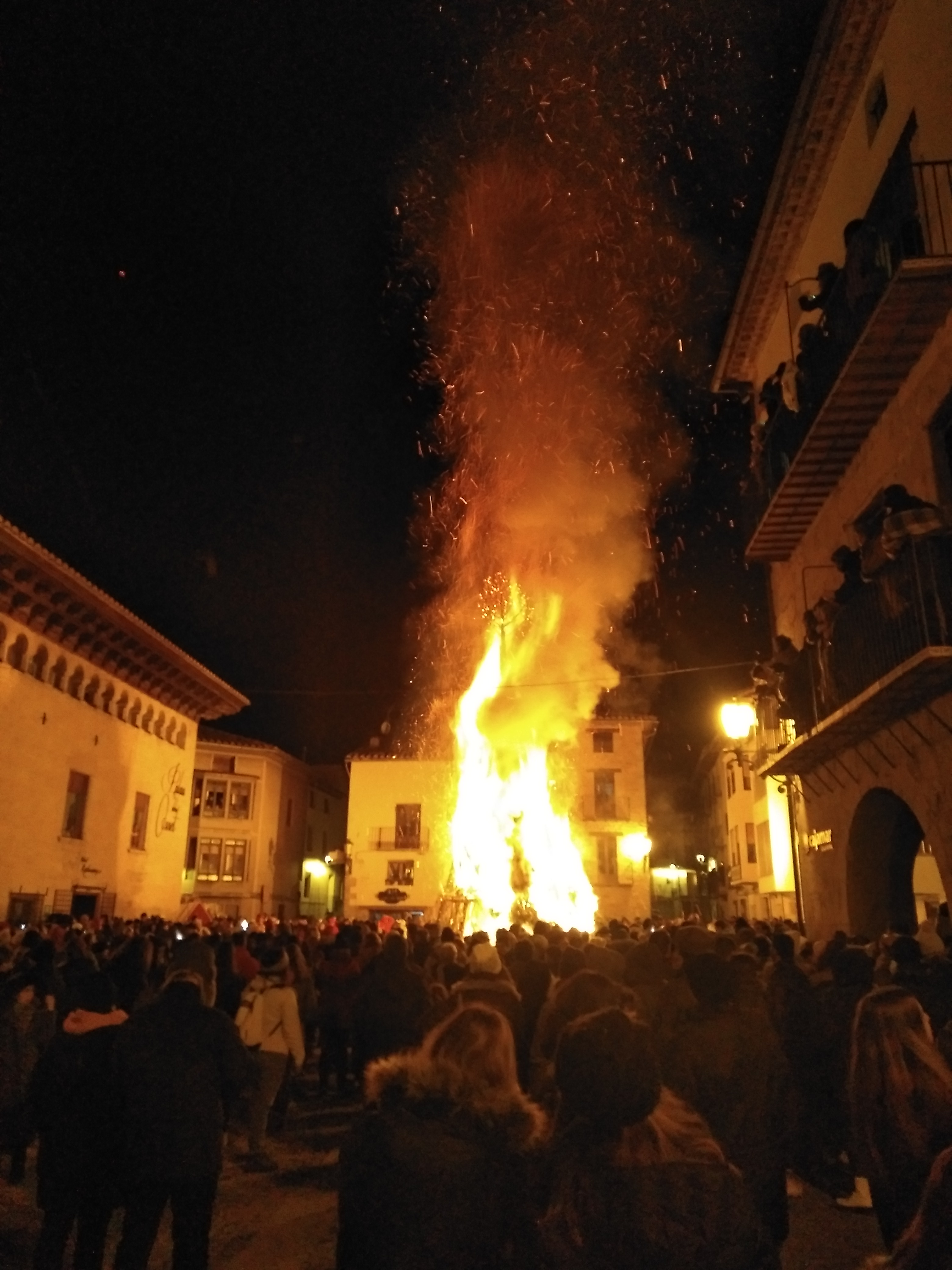
Cremada de la barraca.

La Santantonà del Forcall és una celebració en honor de Sant Antoni Abat que es fa al Forcall (els Ports) durant el cap de setmana més proper al 17 de gener. Ha estat declarada Bé d'Interès Cultural Immaterial per la Conselleria de Cultura i Esport (en la resolució de 17 de gener de 2011), decret publicat al Diari Oficial de la Generalitat Valenciana número 6688 el dia 10 de gener de l'any 2012.
El Sant Antoni del Forcall està format per un bigarrat conjunt d'actes que s'allarguen durant tot l'any, que no s'entenen uns sense altres i que li han valgut reconeixements de públic i institucions. Els primers esdeveniments són per recaptar fons per a la festa. Per destacar-ne algun es poden mencionar: el sorteig del xai, l'elaboració de la confitura que farcirà les coquetes, el dia del Maio (on es busquen el Maio i sis pins més -les Costelles- que formaran l'esquelet de la Barraca) i la Pastada de la Rotlleta –quan es fan les pastes per a la festa-, el mateix dia es talla la llenya que vestirà la Barraca. Quan més prop està el cap de setmana festiu major quantitat d'actuacions relacionades hi ha.
El cap de setmana festiu s'inicia amb l'encesa de les Tronques amb els primers instants del divendres i que es mantenen enceses fins a les darreres hores de diumenge. Les Tronques són grans troncs o arrels de carrasca, ametller o algun arbre de ribera que arrossega el riu. Durant tot el cap de setmana són lloc de reunió per parlar, escalfar-se del fred intens del gener i rostir algun producte de la matança.

## Dia de la Santantonà
Ja divendres al matí alguns protagonistes matinen de valent. Alguns membres de la Santantonà (grup de gent que col·labora per fer algunes tasques de la festa) passegen l'Esquellot, gran esquella que produeix un so greu i característic. Instants més tard els gaiteros, nom que a la comarca dels Ports reben els dolçainers, i els tabalers ixen a tocar la despertà o diana. Ambdós grups pels carrers que consuetudinàriament veuran totes les desfilades de la festa. Durant tot el matí es busca la llenya tallada una setmana abans i s'ultimen els preparatius per al moment més intens i esperat, a la plaça hi ha una barreja de nervis, inquietuds i emocions. Quan toca la una de la vesprada al vell rellotge de la façana de l'Ajuntament, els xiquets i les xiquetes de l'escola s'agafen a la corda amb tota l'energia possible per fer pujar el maio, el pi més important que es va tallar el segon dia de Nadal (26 de desembre) com ens van ensenyar els nostres avantpassats. A continuació, es van clavant les costelles (un total de sis, tres cap a l'oest i tres cap a l'est). L'esquelet nu de la Barraca té forma cònica, només trencada per la Capolleta (part superior d'un pi que s'ha afegit durant el matí). Tot seguit es claven els Cimals, troncs de roure que faran de sostre de la Barraca i forjat per vestir la part superior de la Barraca. A partir d'aquest moment es vesteix la Barraca amb llenya de ginebre, carrasca i pi, ocultant les costelles i deixant el ramatge el més regular possible. Tot finalitza amb la foscor de la nit. La Vida del Sant, un sainet còmic que representa la vida i temptacions de Sant Antoni, només es representa al Forcall els anys que hi ha disponibilitat d'actors.

## La Santantonà
De nit s'inicia el ritual del foc. La Santantonada és l'acte més conegut de la festa de Sant Antoni. Les dolçaines i els tabals comencen a tocar. El foc dels Cremallers ja crema les teies. La Santantonada consisteix en una cercavila anàrquica i frenètica que al seu torn segueix un ordre tradicional. La finalitat de la desfilada és conduir a Sant Antoni i Sant Pau a la Barraca, durant el trajecte són temptats i colpejats pels diferents Botargues. Sant Antoni i Sant Pau (representen el bé) van lligats en un extrem d'una corda, l'altre extrem el Despullat (cap dels Botargues que representen el mal) els condueix a la Barraca. Els Sants són temptats al pecat per la Filoseta (home transvestit de dona) i colpejats pels botargues que al seu torn colpegen a les dones i al sòl amb els Pellots (de paper premsat) per atorgar fertilitat. Aquests Botargues no paren de fer petites maldats, fins i tot pugen als balcons. La desfilada l'encapçala un Cremaller i la tanca un altre Cremaller (porten el foc que després cremarà la Barraca). Durant el recorregut diferents cases (els Majorals) obren les portes per avituallar la desfilada. Els assistents poden passar per davall de la Barraca en flames fins que el perill fa barrar el pas. La desfilada parateatral i la Barraca en flames són un espectacle sublim que us convidem a conèixer.
Seguidament s'inicia la Processó dels Matxos, totes les cavalleries, els animalets domèstics i de totes les espècies formen part de la corrua que donarà diverses voltes a la Barraca en flames, passarà per la casa abadia on el clero beneirà la concurrència i després passaran a per la coqueta de mitja lliura a casa del primer Majoral. Els majorals són les persones encarregades d'organitzar i administrar la festa. Actualment, s'assumeix el càrrec de manera voluntària durant un any. Antigament, encara es desenvolupava un altre acte, el Bandejament del Gall. De dos extrems de la plaça Major es lligava una corda amb un gall penjat que era donat com a premi al genet que aconseguia escapçar-lo mentre passava a cavall de l'animal.

## Dia de Sant Antoni
Diumenge és el dia dedicat a Sant Antoni. El primer acte és la Missa Solemne i a continuació es desenvolupa la Processó General amb desenes de ciris, estendards i la imatge del Sant. Tothom que ha assistit a la Processó té tot seguit cita a casa del primer Majoral, cal menjar una rotlleta o una coqueta i beure un gotet de moscatell o qualsevol licor que la Majoralia té amanit. Seguidament els majorals recorren els carrers de costum fent la Cercavila, hi ha gent del poble que col·labora econòmicament amb la festa. Per la vesprada un altre acte ompli la plaça forcallana. És el torn de la representació del ritual agrari de la Llaurada i la Sembra. Un parell de burretes obrin els solcs imaginaris amb l'aladre. Els Majorals sembren llepolies (caramels, cacaus, nous, mandarines i altres). Una altra cavalleria arrossega la tauladora per anivellar el suposat bancal. També és el moment del Carnestoltes forcallà. Tot el seguici passa pels carrers designats fins a arribar a la casa del primer Majoral on es reparteixen pastes i begudes. La nit és per al Ball Rodat. Aquest ball gira al voltant de la gaita i el tabal, com tots els actes del Sant Antoni forcallà. Les dones van abillades amb faldetes, mantó de Manila i porten el pèl recollit. Els homes porten barret i jupetí negres i faixa roja. Per parelles i en un ordre jerarquitzat fan unes voltes per la plaça fins a fer un rogle davant la façana principal de l'Ajuntament. Ells es col·loquen a la part interior, elles a la part exterior roden després de saludar i ballar amb tots els participants fins a arribar a la seva parella original. En finalitzar la volta es balla algun pasdoble o vals. El ball finalitza donant la volta a la plaça Major.

## Dia dels Botets
El diumenge s'anomena el dia dels Botets. Durant el matí els Majorals s'encarreguen d'amanir tots els ingredients per a facilitar als assistents. La Rostida de les Xulles congrega a la plaça molta gent. Per un econòmic preu que serveix per a finançar la festa la Majoralia proporciona: olives, vi, allioli, xulla i pa. La vesprada es tanca amb un recorregut pels carrers de costum dels membres de la Santantonada i els xiquets i les xiquetes per recollir conills, pollastres i altres animals que es donaran de premi als guanyadors dels jocs. Es desenvolupen tres jocs per als infants i de vegades per als adults. Les Corregudes: són curses entre persones d'edats semblants, el guanyador –qui toca primer la barra on es porten els animals- obté com a premi un animaló. Les Olles: des de la porta de l'Ajuntament fins a l'altre costat de plaça es lliga una corda amb olles penjades, qui trenca l'olla amb un bastó s'enduu el contingut (llepolies i alguna moneda). Els Botets: aquest joc consisteix a saltar a peus junts botets de vi a mig inflar, els guanyadors que salten tots els botets tenen com a premi un animal. Amb aquesta activitat es dona per finalitzat el cap de setmana festiu.

## Dia dels Confrares Difunts
El dilluns següent al cap de setmana festiu hi ha una Missa en Sufragi dels Confrares Difunts en què es trien els Majorals de l'any pròxim. En aquest moment el cicle festiu s'inicia novament.